# Гуаль, Марк
Марк Гуа́ль Уге́т (исп. Marc Gual Huguet; род. 13 марта 1996, Бадалона, Испания) — испанский футболист, нападающий клуба «Легия».

## Клубная карьера
Родился в Бадалоне, Каталония. Учился футболу в академиях клубов «Бадалона» и «Барселона», прежде чем присоединился к молодёжной команде «Эспаньолу» в 2013 году.
4 октября 2015 года дебютировал за резервную команду «Эспаньола», сыграв против «Валенсии Месталья» (1:1) в Сегунде Б. 3 января 2016 года Гуаль забил свой первый гол на взрослом уровне, отличившись в выездной игре против «Вильярреала Б» (2:2). 12 марта он забил дубль в домашнем матче с Олимпиком (Хатива) (4:0).
9 ноября 2016 года Гуаль подписал трехлетний контракт с другой резервной командой «Севильей Атлетико», игравшей в Сегунде, главным образом на замену травмированным Карлосу Фернандесу и Марьяну Шведу. Дебютировал во втором испанском дивизионе через десять дней, начав в старте и забив второй гол своей команды в выездной игре против «Мальорки» (2:2). 9 апреля 2017 года Гуаль сделал дубль в выездной игре против «Эльче» (2:3), а через семь дней он сделал хет-трик в домашнем матче против «Вальядолида» (6:2).
9 августа 2018 года Гуаль был отдан в аренду другой команде по этому дивизиону — «Реалу Сарагосе» на один год. После её завершения, 28 июня следующего года, он присоединился к ещё одной команде Сегунды «Жирона», также на правах аренды. 30 января 2020 года Гуаль перешел в резервную команду столичного «Реала» Реал Мадрид Кастилья, на правах аренды до конца сезона.
1 сентября 2020 года Марк заключил постоянный двухлетний контракт с «Алькорконом» из Сегунды. 7 января 2022 года Гуаль расторг контракт с «Алькорконом».
7 января 2022 года Гуаль заключил контракт сроком на два с половиной года с «Днепром-1», став первым испанским легионером в истории клуба.

## Карьера в сборной
В сентябре 2017 Гуаля вызвал Альберт Селадес, тренер молодежной сборной Испании. Всего до конца года Марк сыграл за эту сборную в 3 матчах.